# Sebastiano Sandro Ravagnani
Sebastiano Sandro Ravagnani (Roma, 2 novembre 1956 – Milano, 11 settembre 2024) è stato un autore televisivo italiano.

## Biografia
Cresciuto a Salerno dove iniziò l'attività giornalistica, si trasferì successivamente a Milano. Autore televisivo e giornalista fin dagli anni settanta, tra le trasmissioni a cui collaborò vi sono Domenica in, Buonasera con... e Fantastico. Ideò Sabato al circo e Reality Circus. Proprio con Sabato al circo, vinse un premio ai Telegatti 1991, nella categoria Miglior trasmissione per ragazzi.
Scrisse la biografia di Moira Orfei  e inoltre collaborò a un documentario su di lei. Nel 2006 diresse il documentario Cosa farò da grande e nel 2011 il film Dreamland - La terra dei sogni. Collaborò con il circo di Nando Orfei e con quello di Moira Orfei e Walter Nones.